# Ozyptila sincera canadensis
Ozyptila sincera canadensis is een spinnenondersoort in de taxonomische indeling van de krabspinnen (Thomisidae).
Het dier behoort tot het geslacht Ozyptila. De wetenschappelijke naam van de soort werd voor het eerst geldig gepubliceerd in 1975 door Charles Denton Dondale & Redner.